# Love Me Like You
«Love Me Like You» es una canción grabada por el grupo de chicas británicas Little Mix para su tercer álbum de estudio, Get Weird (2015). La canción fue lanzada el 25 de septiembre de 2015, como el segundo sencillo del álbum. Producida por Steve Mac, también coescribió la canción junto a Iain James, Camille Purcell y James Newman. Con el respaldo de un instrumental de los pianos, campanas, saxo y percusión, la canción es un homenaje retro down-tempo de doo-wop, con letras sobre amor adolescente.

## Antecedentes y lanzamiento
"Love Me Like You" fue escrita por Steve Mac, Camille Purcell, Iain James y James Newman para el tercer álbum de estudio de Little Mix. Fue publicada por Rokstone Music Ltd. bajo licencia exclusiva a BMG Rights Management (UK) Ltd; Kobalt Music Group; Sony / ATV Music Publishing; Black Butter Music Publishing y BMG Rights Management. La canción fue producida por Mac y mezclada por Serban Ghenea en MixStar Estudios en Virginia Beach, Virginia. Fue mezclada por John Hanes y desarrollada por Chris Leyes y Dann Pursey, y masterizada por Tom Coyne y Randy Merrill en Sterling Sound Studios en Nueva York. El tema fue grabado en Rokstone Studios de Londres. Purcell también proporcionó voces de fondo. Los teclados se realizaron por Mac, y las guitarras fueron interpretados por Paul Gendler. Leyes y Pursey realizaron los tambores y la percusión, respectivamente.
El grupo anuncio el 9 de septiembre de 2015 que "Love Me Like You" sería el segundo sencillo del álbum, y que se pondría para pre-ordenar el 11 de septiembre, y sería lanzado el 25 de septiembre. Fue Lanzado por Syco y Columbia en Irlanda y en Reino Unido el 25 de septiembre de 2015. La carátula del sencillo fue lanzada el mismo día. Una colección de versiones alternativas llamada "Love Me Like You (La Colección)" también fue lanzado en Australia y Nueva Zelanda, además de Irlanda y en Reino Unido el 16 de octubre de 2015. Se compone de una mezcla de Navidad, varias remezclas y una versión instrumental de "Love Me Like You" y otra pista del álbum llamada "Lightning".

## Composición
"Love Me Like You" ha sido descrita como un down-tempo "oda a los 60s doo-wop" canción pop estilo retro, que tiene una duración de tres minutos y diecisiete segundos. La canción está compuesta en la tonalidad de sol mayor tiempo de uso común y un tempo de 106 latidos por minuto. La instrumentación es proporcionada por los pianos "vintage", campanas y un "bombeo" de saxofón tenor. El uso de la percusión da una pista de un estilo más moderno. Durante el seguimiento, el rango vocal de las miembros de la banda se extiende por una octava, de la nota baja de D4 a la nota alta de E5.
La canción comienza con el grupo armonizando un "Sha la la la" sobre los pianos. Las letras hablan de amor adolescente, ya que ansiosamente cantan "Last night I lay in bed so blue / Cause' I realized the truth/ They can't love me like you / I tried to find somebody new / Baby they ain't got a clue/ Can't love me like you."

## Recepción

### Comentarios de la crítica
El escritor de "Fuse", Jeff Benjamin describió la canción como una reminiscencia de la década de 1960 como el grupo de chicas The Ronettes, pero con un toque más moderno para el año 2015 en la radio, destacando la línea "They try to romance me but you got that nasty and that's what I want" como ejemplo. El escritor de Digital Spy, Lewis Corner pensó que la línea "He might got the biggest ca-aa-ar" nos engaña a los oyentes en el pensamiento de que "no están hablando en realidad de su Fiat 500." Varios críticos musicales compararon la canción a las grabaciones de la era Motown de los años 1950 y 1960, como Andy Gill, y Shadow Morton de Independent.
El transmisor Stephen Fry criticó la pista cuando fue entrevistado por Newsbeat, sobre su revisión de una selección de canciones en 2015. La describió como "horrible" y una versión moderna de "hideous, toxic compound".

### Recibimiento comercial
En el Reino Unido, "Love Me Like You" debutó en el número 21 en la lista de sencillos del Reino Unido el 8 de octubre de 2015. Más tarde alcanzó el número 11. La pista recibió la certificación de oro por la Industria Fonográfica Británica (BPI), que certifica las 400 000 copias vendidas. En Escocia, la canción alcanzó el número cinco. La canción tuvo éxito en Irlanda, alcanzando el número 8, el 31 de diciembre de 2015.

## Formatos y remezclas
- Descarga digital

| «Love Me Like You» |               |          |  |
| N.º                | Título        | Duración |  |
| 1.                 | «Black Magic» | 3:17     |  |

- Descarga digital

| «Love Me Like You — The Collection» |                                          |          |  |
| N.º                                 | Título                                   | Duración |  |
| 1.                                  | «Love Me Like You» (Christmas Mix)       | 3:29     |  |
| 2.                                  | «Lightning»                              | 5:09     |  |
| 3.                                  | «Love Me Like You» (J-Vibe Reggae Remix) | 3:04     |  |
| 4.                                  | «Love Me Like You» (Bimbo Jones Remix)   | 3:07     |  |
| 5.                                  | «Love Me Like You» (7th Heaven Remix)    | 3:10     |  |
| 6.                                  | «Love Me Like You» (Exclusive Interview) | 3:16     |  |
| 7.                                  | «Love Me Like You» (Instrumental)        | 3:15     |  |

## Posicionamiento en listas

### Semanales
| Australia       | Australian Singles Chart            | 27  |
| Bélgica (Fl)    | Ultratip                            | 66  |
| Escocia         | Scottish Singles Chart              | 5   |
| Eslovaquia      | Singles Digital Top 100             | 64  |
| Francia         | French Singles Chart                | 140 |
| Irlanda         | Irish Singles Chart                 | 8   |
| Japón           | Japan Hot 100                       | 80  |
| Nueva Zelanda   | NZ Top 40 Singles Chart Heatseekers | 1   |
| Reino Unido     | UK Singles Chart                    | 11  |
| República Checa | Singles Digitál Top 100             | 81  |

### Certificaciones
| País          | Organismo certificador | Certificación | Ventas certificadas | Ref.   |
| ------------- | ---------------------- | ------------- | ------------------- | ------ |
| Brasil        | PMB                    | Platino       | 40 000              | [ 29 ] |
| Irlanda       | IRMA                   | Platino       | 15 000              | [ 30 ] |
| Nueva Zelanda | RIANZ                  | Oro           | 7500                | [ 31 ] |
| Reino Unido   | BPI                    | Platino       | 600 000             | [ 19 ] |